# 2 euro commemorativi emessi nel 2006
| Immagine | Paese              | Tema | Tiratura    | Emissione        | Disegnatore            |
| --- | ------------------ | --- | ----------- | ---------------- | ---------------------- |
| | Germania           | Presidenza di Schleswig-Holstein al Bundesrat: Holstentor a Lubecca 1ª moneta della I serie dedicata ai Länder tedeschi | >30.000.000 | 3 febbraio 2006  | Heinz Hoyer            |
| Descrizione: la parte interna della moneta reca una raffigurazione della «Holstentor», la porta simbolo della città di Lubecca. La parola «Schleswig-Holstein» appare sotto la porta in basso nella parte interna. Nella parte destra del disegno compaiono le iniziali dell'incisore «HH». Una delle lettere «A», «D», «F», «G» o «J» appare sul lato sinistro del disegno come marchio della zecca. Sull’anello esterno della moneta figurano le 12 stelle della bandiera dell’Unione europea, nella parte superiore della corona esterna le 12 stelle formano un semicerchio, interrotto dall'anno di coniazione «2006», impresso nella parte superiore. Le parole «Bundesrepublik Deutschland» formano un semicerchio nella parte inferiore della corona esterna. |                    | |             |                  |                        |
| | Lussemburgo        | 25º compleanno dell'erede al trono Guglielmo                                                                            | >1.000.000  | 8 febbraio 2006  | Patrice Bernabei       |
| Descrizione: la moneta raffigura, nel lato sinistro della parte interna, l'effigie di Sua Altezza Reale il Granduca Henri di profilo destro, sovrapposta all'effigie del Granduca ereditario Guillaume, nel lato destro della parte interna. La data del 2006 appare sotto le due effigi, affiancata dalla lettera «S» e dall'emblema della Zecca. La parola «LËTZEBUERG» appare sopra le due effigi, sul lato superiore della parte interna della moneta. Sull’anello esterno della moneta figurano le 12 stelle della bandiera dell’Unione europea. |                    | |             |                  |                        |
| | Italia             | XX Giochi olimpici invernali — Torino 2006                                                                              | 40.000.000  | 10 febbraio 2006 | Maria Carmela Colaneri |
| Descrizione: in primo piano è raffigurato un atleta impegnato nella discesa di una gara agonistica che si staglia su uno sfondo composto da elementi grafici stilizzati: in alto a sinistra il monogramma della Repubblica italiana «RI» con in basso la lettera «R» e una raffigurazione della Mole Antonelliana, edificio simbolo della città di Torino, con alla base la scritta «TORINO»; in alto a destra le parole «GIOCHI INVERNALI»; a destra della figura, disposto in posizione verticale, l'anno di emissione «2006» e la sigla dell'autore Maria Carmela Colaneri «MCC». Sull’anello esterno della moneta figurano le 12 stelle della bandiera dell’Unione europea.                                                                                       |                    | |             |                  |                        |
| | Belgio             | Ristrutturazione dell'Atomium di Bruxelles                                                                              | 5.000.000   | 10 aprile 2006   | Luc Luycx              |
| Descrizione: la parte interna della moneta reca una rappresentazione dell'«Atomium». In basso, a destra dell'Atomium, sono impresse le iniziali dell'incisore «LL». Due marchi di zecca figurano lungo il bordo del disco interno, uno a destra e uno a sinistra della sfera inferiore dell'Atomium. Nella corona esterna dodici stelle circondano il disegno. Sull’anello esterno della moneta figurano le 12 stelle della bandiera dell’Unione europea, nella parte superiore della corona il monogramma «B» è impresso fra due stelle e nella parte inferiore figura fra due stelle l'anno di conio (2006). |                    | |             |                  |                        |
| | Finlandia          | 100º anniversario della riforma del parlamento e del suffragio universale in Finlandia                                  | 2.500.000   | 4 ottobre 2006   | Pertti Mäkinen         |
| Descrizione: la parte interna del disegno ritrae i volti di un uomo e di una donna separati da una linea. Sulla parte sinistra della moneta figura la data 1.10.1906 e sulla destra, l'anno 2006 con inserita la sigla del paese: 20 FI 06. Il marchio della zecca «M» appare a sinistra di ognuno dei due volti. Sull’anello esterno della moneta figurano le 12 stelle della bandiera dell’Unione europea. |                    | |             |                  |                        |
| | San Marino         | 500º anniversario della scomparsa di Cristoforo Colombo                                                                 | 120.000     | 17 ottobre 2006  | Luciana De Simoni      |
| Descrizione: ritratto di Cristoforo Colombo e raffigurazione delle tre caravelle; sopra il ritratto l'iscrizione «SAN MARINO» e la rosa dei venti; nel mezzo il marchio della zecca «R»; sotto, le date «1506-2006» iscritte in un cartiglio e le iniziali dell'autore, Luciana De Simoni «LDS». Sull’anello esterno della moneta figurano le 12 stelle della bandiera dell’Unione europea. |                    | |             |                  |                        |
| | Città del Vaticano | 500º anniversario delle Guardie svizzere                                                                                | 100.000     | 9 novembre 2006  | Orietta Rossi          |
| Descrizione: la moneta reca l'immagine di una Guardia svizzera che giura solennemente sulla bandiera del reggimento. L'iscrizione «GUARDIA SVIZZERA PONTIFICIA» circonda tale immagine e forma un semicerchio che è completato, sotto la bandiera, dal nome dello stato di emissione «CITTÁ DEL VATICANO». L'anno 1506 appare sul lato sinistro, sopra la firma dell'incisore «O. ROSSI» lungo l'asta della bandiera. L'anno 2006 figura sul lato destro, sopra il marchio della zecca «R». Sull’anello esterno della moneta figurano le 12 stelle della bandiera dell’Unione europea. |                    | |             |                  |                        |